# Херсонський обласний театр ляльок
Херсо́нський академічний обласни́й теа́тр ляльо́к — обласний театр ляльок у місті Херсоні.

## Загальні дані
Заклад міститься за адресою:
вул. Університетська, буд. 8, м. Херсон (Україна).
У приміщенні, де нині розташовується театр ляльок, до 1917 року розміщувався зал товариства «Тверезість», з 1927 року — клуб, з 1957 року — Будинок культури ім. Шумського.
Директор-художній керівник театру — Віктор  Гаврилюк, головний режисер театру — Народний артист України Борис Чуприна , головний художник — заслужений художник України Ольга Гоноболіна.

## Історія
Херсонський академічний обласний театр ляльок відкрив свій перший театральний сезон 15 грудня 1971 року. Працював заклад на базі міського Палацу культури.
На перших порах свого існування театр існував як пересувний, адже власного приміщення не мав. Лише 1986 року Херсонському театрові ляльок було надано постійне приміщення з гарним фоє, фонтаном, вітражами і, головне, — зі зручною залою для глядачів та гарною сценою.
У 1988 році в театр прийшов молодий, енергійний і талановитий Борис Чуприна, який 1992 року очолив театр як головний режисер.
Гордістю Херсонського обласного театру ляльок є його акторська трупа — заслужені артистки України: Тамара Шумаріна,   Ольга Салміна, Тетяна Чуприна,  артисти: Олег Яковлєв,  Андрій Нестерьонок, Ольга Шаламова, Галина Герасименко, Олександр Ворона, Микола Животов, Микола Москвич.

## З репертуару

Центральний вхід до театру

Обласний театр ляльок

Діючий репертуар Херсонського академічного обласного театру ляльок на 2020 рік:
- «Русалонька» (Г. Х. Андерсен)
- «Інший світ» (Г. Х. Андерсен, інсценування О. Шаламова)
- «Карлик — Ніс» (А. Колесніков, за В. Гауффом)
- «Лис-хитрун» (В. Павловскіс)
- «Заєць, Лисиця та Півень» (М. Шувалов, за народною казкою)
- «Дюймовочка» (Г. Х. Андерсен)
- «Легенда про отамана Сірка» (Б. Чуприна)
- «Квітка бажання» (Д. Драпіковський)
- «Пригоди Аладдіна» Алі Альхасана
- «Микита Кожум’яка» О.Олесь, інсцен. О.Лубенця
- «Попелюшка» Т.Габбе (за мотивами казки Ш.Перро)
- «Веселі пригоди на лісовій галявині» О.Кузьмина
- «Слоненя» Д.Драпіковський (за мотивами казки Р.Кіплінга)
- «Чіполліно, або історія одного карнавалу» Б.Чуприна (за мотивами казки Джанні Родарі)
- «Стара казка на новий лад» С. Коган, С. Єфремов
- «Снігова королева» Інсценування Д. Драпіковського (за мотивами казки Г.Х.Андерсена)
- «Казка зі старої шафи» Ю.Чеповецький
- «Принцеса та Свинопас» інсцен. А.Авходєєв, Г.Беспальцева (за мотивами казок Г. Х. Андерсена)
- «Кіт у чоботях» С. Брижань (За мотивами казки Ш. Перро)
- «Зайченя та чарівництво» П. Морозов
- «Інший світ» Інсценування О. Шаламова за мотивами казки «Гидке каченя» Г. Х. Андерсена
- «Жирафа та Носоріг або Чародій Марабу» Х.Гюнтер
- «Їжачок-Хитрячок» О.Кузьмин за мотивами творів І.Франка
- «Різдвяна історія про Лускунчика і Марі» Б.Чуприна за мотивами казки Е.Т.А.Гофмана
- «Кошеня на ім'я ГАВ» Г.Остер
- «Баранчик Б-Е-Е-Н» Н.Осіпова (сценічна редакція Дмитра Драпіковського)
- «Білосніжка. Диво зимової казки» інсценування К.Слажнєвої (за мотивами казки братів Грімм)
- «Дуже невихований кіт» В.Животова
- «Троє поросятОК» О.Кузьмин
- «Ніч проти Різдва» інсцен. Б.Чуприни (за повістю М.Гоголя)
- «Неймовірні пригоди дівчинки Ради»
- «Козак Мамай» Б.Чуприна
- «Пан Кіт та правила етикету» В.Животова
- 2017, 9 квітня — «Розбійник Лис та шериф Кролик» Катерини Лук’яненко за мотивами «Казок дядечка Римуса» Джоеля Гарріса та мультфільму «Зоотрополіс»; реж. Катерина Лук'яненко

## Виноски
1. ↑  Персоналії [Архівовано 2012-02-15 у Wayback Machine.] на Офіційна вебсторінка театру [Архівовано 2016-11-25 у Wayback Machine.]
2. ↑  Репертуар [Архівовано 15 лютого 2012 у Wayback Machine.] на Офіційна вебсторінка театру [Архівовано 2016-11-25 у Wayback Machine.]